# The Alley Cats
 (avril 2025).
La mise en forme du texte ne suit pas les recommandations de Wikipédia : il faut le « wikifier ».
Les points d'amélioration suivants sont les cas les plus fréquents. Le détail des points à revoir est peut-être précisé sur la page de discussion.
- Les titres sont pré-formatés par le logiciel. Ils ne sont ni en capitales, ni en gras.
- Le texte ne doit pas être écrit en capitales (les noms de famille non plus), ni en gras, ni en italique, ni en « petit »…
- Le gras n'est utilisé que pour surligner le titre de l'article dans l'introduction, une seule fois.
- L'italique est rarement utilisé : mots en langue étrangère, titres d'œuvres, noms de bateaux, etc.
- Les citations ne sont pas en italique mais en corps de texte normal. Elles sont entourées par des guillemets français : « et ».
- Les listes à puces sont à éviter, des paragraphes rédigés étant largement préférés. Les tableaux sont à réserver à la présentation de données structurées (résultats, etc.).
- Les appels de note de bas de page (petits chiffres en exposant, introduits par l'outil «  Source ») sont à placer entre la fin de phrase et le point final[comme ça].
- Les liens internes (vers d'autres articles de Wikipédia) sont à choisir avec parcimonie. Créez des liens vers des articles approfondissant le sujet. Les termes génériques sans rapport avec le sujet sont à éviter, ainsi que les répétitions de liens vers un même terme.
- Les liens externes sont à placer uniquement dans une section « Liens externes », à la fin de l'article. Ces liens sont à choisir avec parcimonie suivant les règles définies. Si un lien sert de source à l'article, son insertion dans le texte est à faire par les notes de bas de page.
- La présentation des références doit suivre les conventions bibliographiques. Il est recommandé d'utiliser les modèles {{Ouvrage}}, {{Chapitre}}, {{Article}}, {{Lien web}} et/ou {{Bibliographie}}. Le mode d'édition visuel peut mettre en forme automatiquement les références.
- Insérer une infobox (cadre d'informations à droite) n'est pas obligatoire pour parachever la mise en page.

Pour une aide détaillée, merci de consulter Aide:Wikification.
Si vous pensez que ces points ont été résolus, vous pouvez retirer ce bandeau et améliorer la mise en forme d'un autre article.
The Alley Cats est un groupe musical américain actif dans les années 1960.

## Contexte
Brice Coefield et Sheridan Spencer appartenaient à un groupe nommé « The Untouchables » qui avait sorti des singles sans succès pour les labels Madison et Liberty. À la fin de 1962, ces deux-là sont rejoints par James Barker et Gary Pipkin, venant des Robbins et le chanteur Bobby Sheen, qui sortait du succès avec Bob B. Soxx & the Blue Jeans. Ils forment The Alley Cats, une idée originale de Lou Adler,. Le groupe était basé à Los Angeles. Lou Adler a apporté cette combinaison à Philles Records, bien qu'Adler ait rapidement ressenti l'antagonisme de Phil Spector vis-à-vis de ce groupe.
Leur premier disque fut leur plus populaire : Puddin N' Tain, une chanson basée sur un chant d'enfant dans une aire de jeux , entra dans les classements en janvier 1963 et atteignit la 43e place aux États-Unis lors de sa sortie sur Philles Records 45rpm #108. Le groupe n'a sorti aucun disque de suivi pour Philles , mais en 1965, ils ont sorti un single pour Epic Records.
Plus tard, Brice Coefield, Gary Pipkin et Sheridan Spencer ont renoué avec Lou Adler et ont formé le groupe Africa, publiant des disques sur le Ode Records d'Adler.

## Discographie
The Alley Cats ont fait deux albums : Nightmare City (1981, Time Coast Records), Escape From The Planet Earth (1982, MCA Records).